# 드로몬

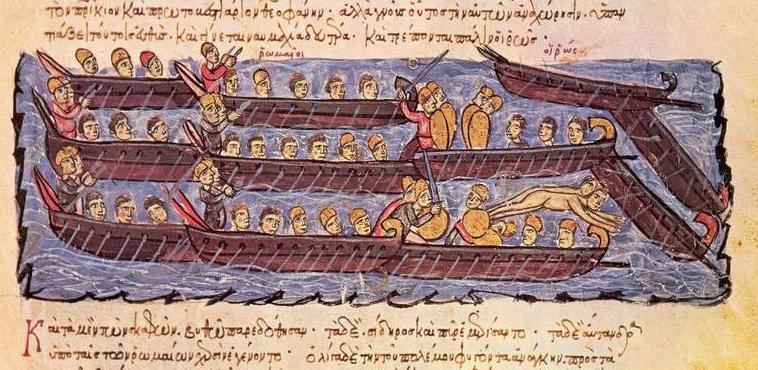
마드리드 스킬리체스의 삽화는 941년 콘스탄티노폴리스에 대한 루스 공격을 격퇴하는 동로마 함대와 루스 선박의 노를 부수는 돌기를 보여준다. 중세 대부분의 해전 결과는 등선 전투와 백병전으로 결정되었다.

드로몬(dromon, 그리스어 δρόμων, dromōn, 직역: '달리는 자') 또는 대형 쾌속 범선은 갤리선의 일종으로, 동로마 제국의 군함 중 5세기부터 12세기까지 가장 중요한 형태가 되었고 이후 이탈리아식 갤리선으로 대체되었다. 이 배는 고전 고대 시대에 로마 제국 해군의 주력이었던 고대 리부르니안에서 발전했다.
중세 영어 단어 dromond와 고대 프랑스어 단어 dromont는 그리스어 단어에서 파생되었으며, 이 이름들은 특히 큰 중세 선박을 지칭했다.

## 진화 및 특징

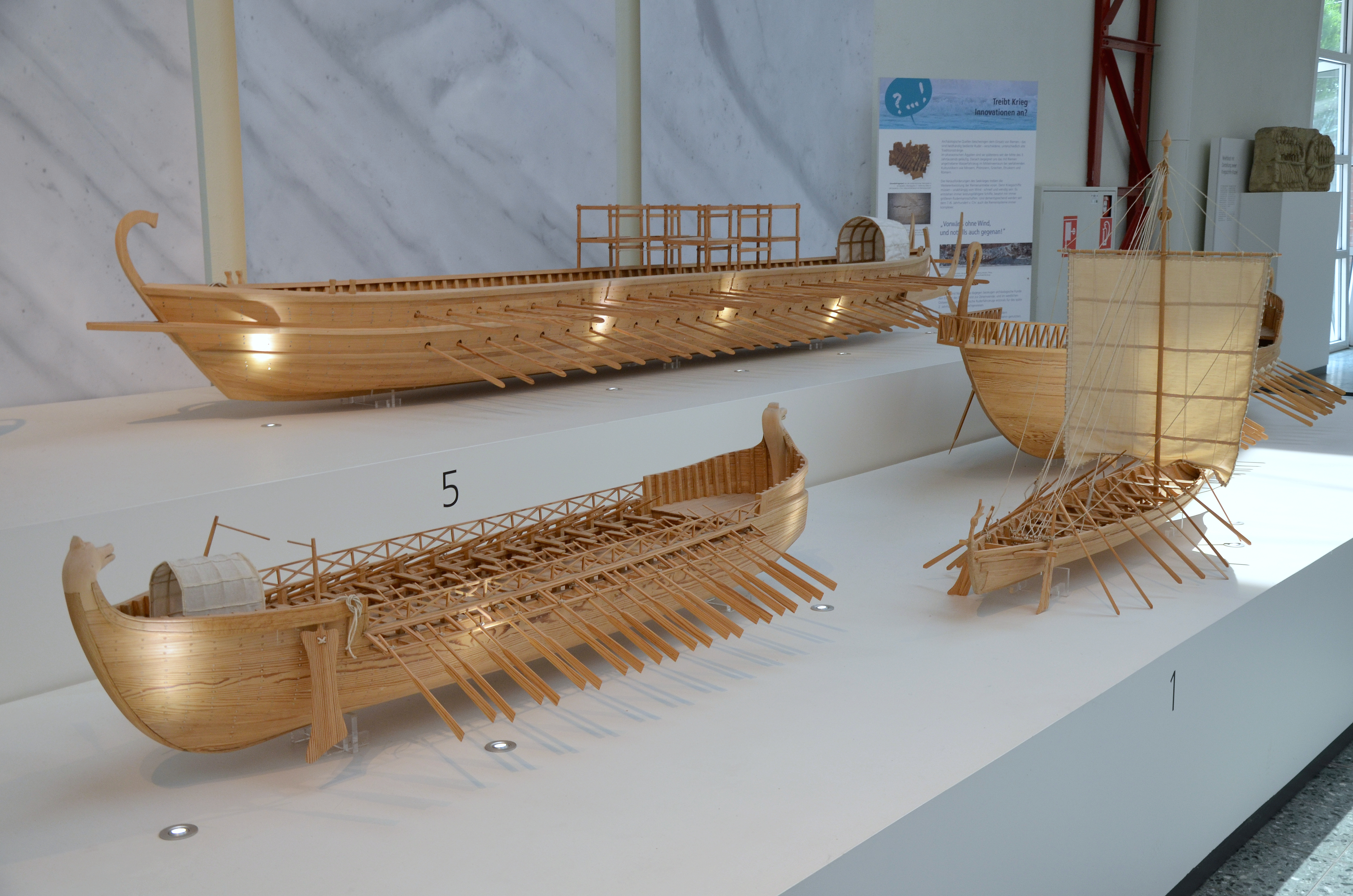
마인츠의 고대 해상 박물관에 있는 복열식 드로몬 선체 1:10 축척 복원(상단)

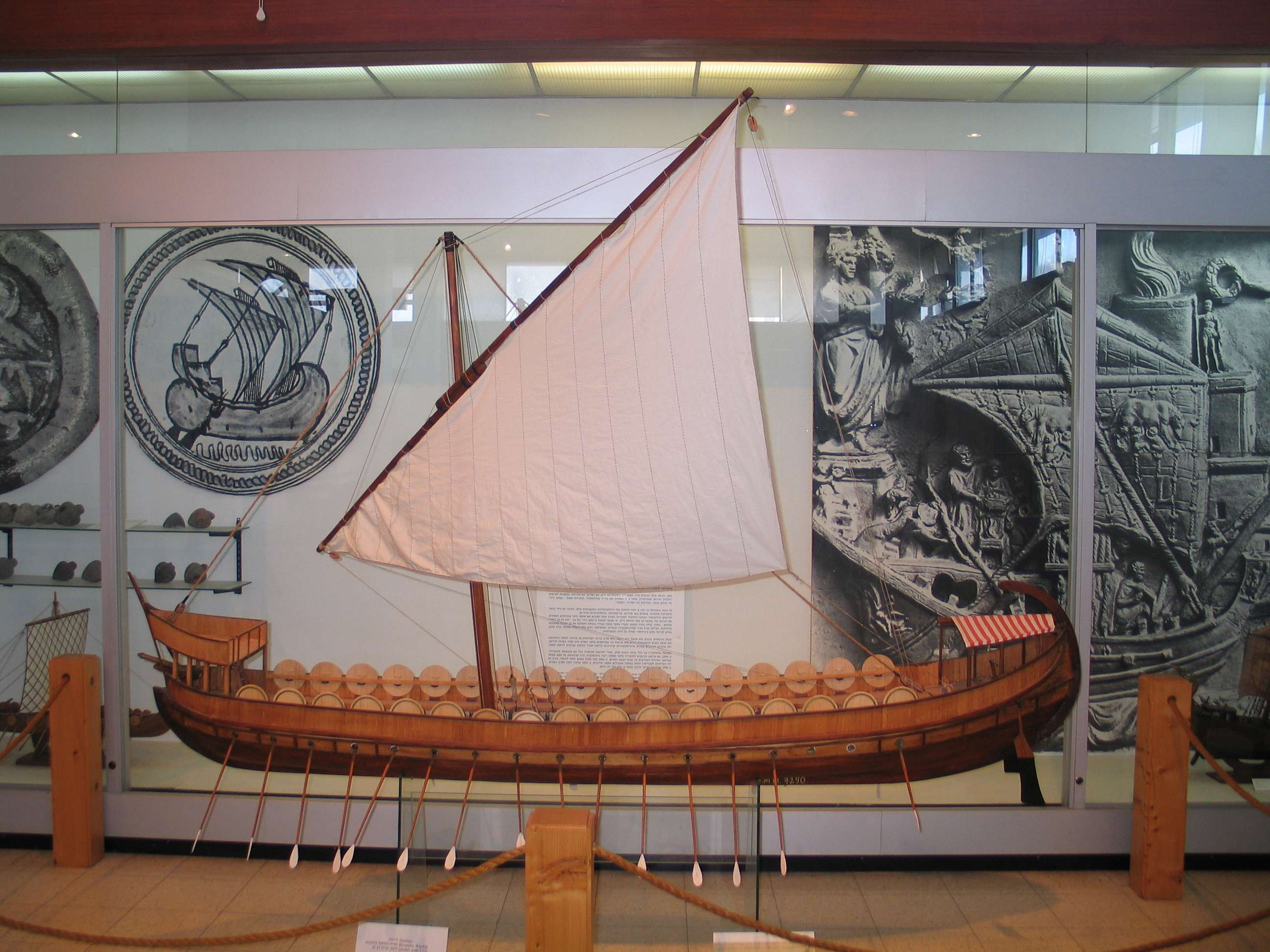
하이파의 이스라엘 국립 해양 박물관에 있는 단열식 드로몬 복원

중세 군함의 외형과 진화는 논쟁과 추측의 대상이다. 최근까지 고대 또는 중세 초기의 노를 젓는 군함 유적이 발견되지 않았고, 문헌 자료, 조잡한 예술적 묘사, 소수의 상선 유적(예: 7세기 시칠리아의 판타노 롱가리니 난파선, 7세기 야시 아다 선박, 11세기 세르체 리마니 난파선)을 분석하여 정보를 수집해야 했다. 2005년~2006년에 마르마라이 프로젝트의 테오도시우스 항구(현 옌니카피) 발굴을 통해 6세기부터 10세기까지 36척 이상의 동로마 선박 유적이 발견되었는데, 여기에는 갈레아 형의 경량 범요선 4척이 포함되어 있다.
수용되는 견해는 초기 드로몬을 리부르니안과 구별하고 이후 지중해 범요선을 특징짓는 주요 발전은 완전한 갑판(katastrōma)의 채택, 함수에 충각 대신 수면 위 돌기의 선호, 삼각돛의 점진적인 도입이었다는 것이다. 충각(라틴어: rostrum, 그리스어: ἔμβολος) 폐기 이유는 불분명하다. 4세기 바티칸 베르길리우스 필사본에 위로 향하는 돌기를 묘사한 것은 이미 후기 로마 범요선에서 충각이 돌기로 대체되었을 가능성을 시사한다. 동로마 연구자 존 프라이어와 엘리자베스 제프리스는 돌기의 목적이 드로몬이 적선의 노 위로 올라가 노를 부수어 추진력을 파괴하는 것이었다고 주장하며, 돌기를 뜻하는 중세 라틴어 용어 "calcar"가 "짓밟다"라는 동사에서 파생되었다는 점을 지적한다. 한 가지 가능성은 충각이 설계된 고대 껍질 먼저 장부이음 선체 건조 방식이 뼈대 먼저 방식으로 점진적으로 진화하여 더 강하고 유연한 선체가 만들어져 충각에 덜 취약해졌기 때문일 수 있다. 7세기 초까지 이시도루스 히스팔렌시스의 주장에 따르면 충각의 원래 기능은 잊혀졌고, 수중 암석과의 충돌을 방지하는 데 사용되었다고 한다. 학자들은 삼각돛이 아랍인에 의해 지중해에 도입되었으며, 궁극적으로는 인도에서 유래했을 가능성이 있다고 제안했다. 최근 수십 년 동안 새로운 묘사와 문헌 자료 발견으로 학자들은 레반트 지역에 삼각돛이 나타난 시기를 후기 헬레니즘 시대 또는 초기 로마 시대로 앞당겼다. 삼각형뿐만 아니라 사각형 형태도 알려져 있으며, 수세기 동안(주로 소형 선박에) 사각돛과 함께 사용되었다.
카이사리아의 프로코피우스가 묘사한 벨리사리우스의 반달 전쟁 함대는 분명히 부분적으로 삼각돛을 달고 있었으며, 이는 당시 삼각돛이 드로몬의 표준 삭구가 되었고 전통적인 사각돛은 중세 항해에서 점진적으로 사용되지 않게 되었음을 시사한다. 이 6세기 드로몬은 한쪽에 25개의 노를 가진 단일 노뱅크('단열식') 선박으로 추정된다. 다시 헬레니즘 시대 군함과는 달리 아웃리거를 사용했으며, 이들은 선체에서 직접 확장되었다. 9세기와 10세기의 후기 복열식('복열식') 드로몬에서는 두 개의 노뱅크(elasiai)가 갑판으로 분리되었으며, 첫 번째 노뱅크는 아래에, 두 번째 노뱅크는 갑판 위에 있었다. 이 노잡이들은 등선 작전에서 선박의 해병대와 함께 싸워야 했다. 역사가 크리스토스 마크리풀리아스는 120명의 노잡이를 가진 드로몬의 경우 한쪽에 갑판 아래에 25명, 갑판 위에 35명의 노잡이를 배치하는 것을 제안한다. 이 선박의 길이는 아마도 약 32미터였을 것이다. 대부분의 당시 선박에는 단일 돛대(histos 또는 katartion)가 있었으며, 대형 복열식 드로몬은 이 크기의 선박에 대한 삼각돛이 다루기 힘든 크기가 되었을 것으로 가정할 때 최소한 두 개의 돛대가 필요했을 것이다. 선박은 선미((prymnē))에 있는 두 개의 측면 방향키를 통해 조종되었으며, 여기에는 선장의 침상(krab[b]at[t]os)을 덮는 천막(skēnē)도 있었다. 함수(prōra)에는 높이 솟은 선수루(pseudopation)가 있었으며, 그 아래에서 그리스의 불을 방출하는 사이펀이 돌출되어 있었다. 보조 사이펀은 양쪽 선체 중앙에도 운반될 수 있었다. 해병들이 방패를 걸 수 있는 팰버세이드(kastellōma)는 선박 측면을 따라 이어져 갑판 승무원을 보호했다. 대형 선박에는 로마 리부르니안에서 확인된 것과 유사하게 돛대 사이에 나무로 된 성곽(xylokastra)이 양쪽에 있어 궁수에게 높은 사격 플랫폼을 제공했다. 선수 돌기(peronion)는 적선의 노 위로 올라가 노를 부수고 미사일 공격과 등선에 무방비 상태로 만들도록 고안되었다.
옌니카피 발굴에서 발견된 10~11세기 galeai 선박 4척은 통일된 설계와 구조를 가지고 있어 중앙 집중식 제조를 시사한다. 이 선박들은 길이가 약 30 미터 (98 ft)이며, 유럽흑송과 플라타너스로 만들어졌다.

## 변형
10세기경에는 911년과 949년 크레타 토후국에 파견된 원정대의 목록에 자세히 나와 있듯이 일반적인 드로몬 유형의 복열식 군함이 세 가지 주요 등급으로 존재했다. [chelandion] ousiakon([χελάνδιον] οὑσιακόν)은 108명의 ousia 인원이 탑승하여 그렇게 명명되었으며, [chelandion] pamphylon([χελάνδιον] πάμφυλον)은 120~160명의 인원이 탑승했으며, 그 이름은 팜필리아 지역에서 수송선으로 유래했거나 "정예 승무원"(πᾶν+φῦλον, '모든 부족')이 탑승했음을 의미한다. 마지막으로 진정한 dromōn은 두 개의 ousiai 인원이 탑승했다. 콘스탄티노스 7세의 데 세레모니스에 따르면 중형 dromōn은 230명의 노잡이와 70명의 해병으로 구성된 더 큰 인원이 탑승했다고 한다. 해군 전문가 존 H. 프라이어는 이들을 추가로 탑승한 초과 인원으로 간주하는 반면, 마크리풀리아스는 추가 인원이 상층 노뱅크 각 노에 두 번째 노잡이에 해당한다고 제안한다. 약 60명의 인원을 가진 더 작은 단일 노뱅크 선박인 monērēs(μονήρης, '단일 노뱅크') 또는 galea(γαλέα, "galley"라는 용어가 파생됨)는 정찰 임무에도 사용되었지만 전선 측면에서도 사용되었다.
삼열식 드로몬은 파라코이메노스(parakoimōmenos) 바실리오스 레카페노스에게 헌정된 10세기 저작에서 묘사된다. 그러나 이 논문은 단편으로만 남아 있으며 고전 그리스 트리에레스의 외형과 구조에 대한 언급을 크게 의존하고 있으므로 중세 동로마 시대의 군함에 적용하려 할 때 주의해야 한다. 그러나 삼열식 선박의 존재는 11세기와 12세기의 파티마 해군에서 확인되었으며, 레오 6세가 10세기에 대형 아랍 선박에 대해 언급한 것은 삼열식 범요선을 나타낼 수도 있다.
화물 운송을 위해 동로마인들은 보통 일반 상선을 수송선(phortēgoi) 또는 보급선(skeuophora)으로 징발했다. 이들은 노를 젓는 선박보다는 대부분 항해 선박이었던 것으로 보인다. 동로마인과 아랍인들은 말 수송선((hippagōga))도 사용했는데, 이들은 항해 선박이거나 범요선이었으며, 후자는 말을 수용하기 위해 확실히 개조되었다. chelandia가 원래 노를 젓는 말 수송선이었던 것을 감안하면, 이는 chelandion과 진정한 dromōn 사이의 구조적 차이를 의미할 것이다. 그렇지 않으면 문헌 자료에서 종종 무차별적으로 사용되는 용어이다. dromōn은 전적으로 군함으로 개발된 반면, chelandion은 선박 중앙에 일련의 말을 수용하기 위한 특별한 구획을 가져야 했을 것이며, 이는 선박의 선폭과 선창 깊이를 증가시켰을 것이다.

## 일반 및 인용 출처
- Ahrweiler, Hélène (1966), 《Byzance et la mer. La Marine de Guerre, la politique et les institutions maritimes de Byzance aux VIIe–XVe siècles》 (프랑스어), Paris: Presses Universitaires de France, ISSN 0520-0121
- Basch, Lucien (2001), 〈La voile latine, son origine, son évolution et ses parentés arabes〉,   Tzalas, H., 《Tropis VI, 6th International Symposium on Ship Construction in Antiquity, Lamia 1996 proceedings》 (프랑스어), Athens: Hellenic Institute for the Preservation of Nautical Tradition, 55–85쪽
- Campbell, I.C. (1995), “The Lateen Sail in World History” (PDF), 《Journal of World History》 6 (1): 1–23, 2016년 8월 4일에 원본 문서 (PDF)에서 보존된 문서, 2012년 1월 25일에 확인함
- Casson, Lionel (1995), 《Ships and Seamanship in the Ancient World》, Johns Hopkins University Press, ISBN 0-8018-5130-0
- Christides, Vassilios (1995), 〈Byzantine Dromon and Arab Shini: The Development of the Average Byzantine and Arab Warships and the Problem of the Number and Function of the Oarsmen〉, 《Tropis III, 3rd International Symposium on Ship Construction in Antiquity, Athens 1989 proceedings》 (PDF), Hellenic Institute for the Preservation of Nautical Tradition, 111–122쪽, 2012년 3월 6일에 원본 문서 (PDF)에서 보존된 문서
- Delgado, James P (2011), 〈Ships on Land〉,   Catsambis, Alexis; Ford, Ben; Hamilton, Donny L., 《The Oxford Handbook of Maritime Archaeology》, Oxford University Press, 182–191쪽, ISBN 978-0-19-537517-6
- Dolley, R. H. (1948), “The Warships of the Later Roman Empire”, 《The Journal of Roman Studies》 (Society for the Promotion of Roman Studies) 38: 47–53, doi:10.2307/298170, JSTOR 298170, S2CID 162710370
- 틀:Warfare, State and Society in the Byzantine World, 565–1204
- Makrypoulias, Christos G. (1995), “The Navy in the Works of Constantine Porphyrogenitus”, 《Graeco-Arabica》 (Athens) (6): 152–171
- Pomey, Patrice (2006), “The Kelenderis Ship: A Lateen Sail”, 《The International Journal of Nautical Archaeology》 35 (2): 326–329, Bibcode:2006IJNAr..35..326P, doi:10.1111/j.1095-9270.2006.00111.x, S2CID 162300888
- Pryor, John H. (2003), 〈Byzantium and the Sea: Byzantine Fleets and the History of the Empire in the Age of the Macedonian Emperors, c. 900–1025 CE〉,   Hattendorf, John B.; Unger, Richard W., 《War at Sea in the Middle Ages and the Renaissance》, Boydell Press, 83–104쪽, ISBN 0-85115-903-6
- 틀:The Age of the Galley
- Pryor, John H.; Jeffreys, Elizabeth M. (2006), 《The Age of the ΔΡΟΜΩΝ: The Byzantine Navy ca. 500–1204》, Brill Academic Publishers, ISBN 978-90-04-15197-0